# Geoffray Durbant
Geoffray Durbant (Bondy, 19 maggio 1992) è un calciatore francese, di Guadalupa, attaccante del 93 BBG.

## Carriera

### Club
Ha giocato tra la seconda e la quinta divisione francese.

### Nazionale
Il 17 novembre 2019 ha esordito con la nazionale guadalupense, disputando l'incontro vinto 10-0 contro le Turks e Caicos, valido per la CONCACAF Nations League 2019-2020, realizzando una doppietta.
Ha partecipato alla CONCACAF Gold Cup 2023.

## Statistiche

### Presenze e reti nei club
Statistiche aggiornate al 27 dicembre 2021.
| Stagione        | Squadra              | Campionato      | Campionato | Campionato | Coppe nazionali | Coppe nazionali | Coppe nazionali | Coppe continentali | Coppe continentali | Coppe continentali | Altre coppe | Altre coppe | Altre coppe | Totale | Totale |
| Stagione        | Squadra              | Comp            | Pres       | Reti       | Comp            | Pres            | Reti            | Comp               | Pres               | Reti               | Comp        | Pres        | Reti        | Pres   | Reti   |
| --------------- | -------------------- | --------------- | ---------- | ---------- | --------------- | --------------- | --------------- | ------------------ | ------------------ | ------------------ | ----------- | ----------- | ----------- | ------ | ------ |
| mag. 2012       | Red Star             | N               | 2          | 0          |                 | -               | -               |                    | -                  | -                  |             | -           | -           | 2      | 0      |
| 2012-2013       | Red Star             | N               | 20         | 1          |                 | -               | -               |                    | -                  | -                  |             | -           | -           | 20     | 1      |
| 2013-2014       | Red Star             | N               | 9          | 1          |                 | -               | -               |                    | -                  | -                  |             | -           | -           | 9      | 1      |
| Totale Red Star | Totale Red Star      | Totale Red Star | 31         | 2          |                 | -               | -               |                    | -                  | -                  |             | -           | -           | 31     | 2      |
| 2014-2015       | Roye-Noyon           | CFA             | 25         | 7          |                 | -               | -               |                    | -                  | -                  |             | -           | -           | 25     | 7      |
| lug.-set. 2015  | Vitré                | CFA             | 3          | 0          |                 | -               | -               |                    | -                  | -                  |             | -           | -           | 3      | 0      |
| set. 2015-2016  | UJA Maccabi          | CFA2            | 19         | 9          | CF              | 1               | 0               |                    | -                  | -                  |             | -           | -           | 20     | 9      |
| 2016-2017       | CMS Oissel           | CFA2            | 24         | 7          |                 | -               | -               |                    | -                  | -                  |             | -           | -           | 24     | 7      |
| 2017-2018       | Dieppe               | N3              | 23         | 10         |                 | -               | -               |                    | -                  | -                  |             | -           | -           | 23     | 10     |
| 2018-2019       | Lusitanos Saint-Maur | N2              | 26         | 13         | CF              | 2               | 1               |                    | -                  | -                  |             | -           | -           | 28     | 14     |
| 2019-2020       | Sedan                | N2              | 21         | 15         |                 | -               | -               |                    | -                  | -                  |             | -           | -           | 21     | 15     |
| 2020-2021       | Bastia-Borgo         | N               | 32         | 10         |                 | -               | -               |                    | -                  | -                  |             | -           | -           | 32     | 10     |
| 2021-2022       | Laval                | N               | 16         | 11         | CF              | 2               | 0               |                    | -                  | -                  |             | -           | -           | 18     | 11     |
| Totale carriera | Totale carriera      | Totale carriera | 220        | 84         |                 | 5               | 1               |                    | -                  | -                  |             | -           | -           | 225    | 85     |

### Cronologia presenze e reti in nazionale
| Cronologia completa delle presenze e delle reti in nazionale ― Guadalupa | Cronologia completa delle presenze e delle reti in nazionale ― Guadalupa | Cronologia completa delle presenze e delle reti in nazionale ― Guadalupa | Cronologia completa delle presenze e delle reti in nazionale ― Guadalupa | Cronologia completa delle presenze e delle reti in nazionale ― Guadalupa | Cronologia completa delle presenze e delle reti in nazionale ― Guadalupa | Cronologia completa delle presenze e delle reti in nazionale ― Guadalupa | Cronologia completa delle presenze e delle reti in nazionale ― Guadalupa |
| Data                                                                     | Città                                                                    | In casa                                                                  | Risultato                                                                | Ospiti                                                                   | Competizione                                                             | Reti                                                                     | Note                                                                     |
| ------------------------------------------------------------------------ | ------------------------------------------------------------------------ | ------------------------------------------------------------------------ | ------------------------------------------------------------------------ | ------------------------------------------------------------------------ | ------------------------------------------------------------------------ | ------------------------------------------------------------------------ | ------------------------------------------------------------------------ |
| 18-11-2019                                                               | Les Abymes                                                               | Guadalupa                                                                | 10 – 0                                                                   | Turks e Caicos                                                           | CONCACAF Nations League 2019-2020 - Fase a gironi                        | 2                                                                        | 72’                                                                      |
| 24-3-2023                                                                | Les Abymes                                                               | Guadalupa                                                                | 0 – 1                                                                    | Antigua e Barbuda                                                        | CONCACAF Nations League 2022-2023 - Fase a gironi                        | -                                                                        | 66’                                                                      |
| 26-3-2023                                                                | Santiago di Cuba                                                         | Cuba                                                                     | 1 – 0                                                                    | Guadalupa                                                                | CONCACAF Nations League 2022-2023 - Fase a gironi                        | -                                                                        | 67’                                                                      |
| Totale                                                                   |                                                                          | Presenze                                                                 | 3                                                                        |                                                                          | Reti                                                                     | 2                                                                        |                                                                          |

## Palmarès

### Club

#### Competizioni nazionali
- Championnat National: 1

Laval: 2021-2022